# مارتين وير
مارتين وير (بالإنجليزية: Martyn Ware)‏ هو موسيقي ومنتج أسطوانات ومغني بريطاني، ولد في 19 مايو 1956 في شفيلد في المملكة المتحدة.

## وصلات خارجية
- مارتين وير على موقع IMDb (الإنجليزية)
- مارتين وير على موقع ميوزك برينز (الإنجليزية)
- مارتين وير على موقع أول ميوزيك (الإنجليزية)
- مارتين وير على موقع ديسكوغز (الإنجليزية)
- مارتين وير على موقع قاعدة بيانات الفيلم (الإنجليزية)